# S101 (Den Haag)

De S101 (tot 1 november 2010 grotendeels ook N44) is een stadsroute in Den Haag die loopt over de Zuid-Hollandlaan, de Benoordenhoutseweg en de Leidse Straatweg.

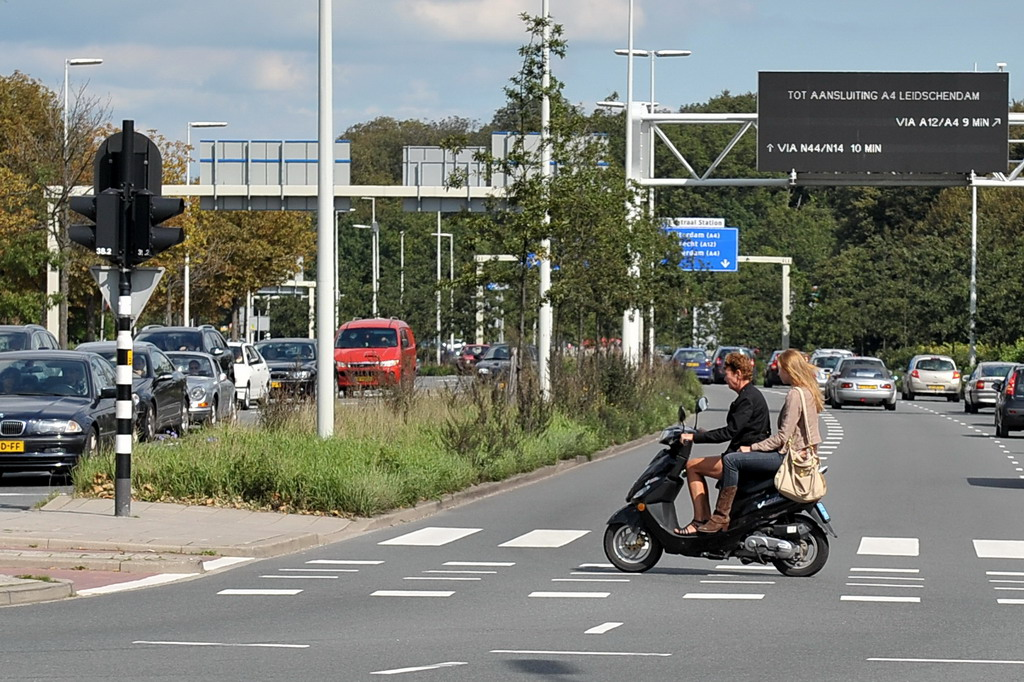
De Zuid Hollandlaan met de op de achtergrond een DRIP met reistijden.

Via deze route wordt de S100/Centrumring vanaf de Koningskade verbonden met de N14/Ring Den Haag. Op het aansluitpunt gaat de S101 over in de N44 naar Wassenaar.
De S101, een drukke weg met een aantal verkeerslichten, heeft een directe aansluiting op de A12 en daardoor op het landelijke autosnelwegennet.
 Den Haag ·   ·  ·  · · ·  ·  ·  ·  ·  ·  

 Haagsche tunnels: Koningstunnel · Hubertustunnel · Victory Boogie Woogietunnel